# Khesja Loksjina
Khesja Loksjina (russisk: Хе́ся Алекса́ндровна Локшина́) (født 17. december 1902 i Roslavl i det Russiske Kejserrige, død 1. juni 1982 i Moskva i Sovjetunionen) var en sovjetisk filminstruktør og manuskriptforfatter.
Hun var gift med den sovjetiske skuespiller og instruktør Erast Garin. Parret skrev og instruerede flere sovjetiske film sammen.

## Filmografi i udvalg
- Zjenitba (da.: Ægteskab, 1937)
- Obyknovennoje tjudo (Обыкновенное чудо, 1964)[1][2]